# Serica aemula
Serica aemula är en skalbaggsart som beskrevs av Dawson 1947. Serica aemula ingår i släktet Serica och familjen Melolonthidae. Inga underarter finns listade i Catalogue of Life.